# (22821) 1999 RS33
(22821) 1999 RS33 est un astéroïde de la ceinture principale découvert en 1999.

## Description
(22821) 1999 RS33 a été découvert le 2 septembre 1999 à l'observatoire Farpoint, à Eskridge, dans l'État américain du Kansas, par Graham E. Bell et Gary Hug.

### Caractéristiques orbitales
L'orbite de cet astéroïde est caractérisée par un demi-grand axe de 2,25 UA, un périhélie de 1,80 UA, une excentricité de 0,20 et une inclinaison de 4,92° par rapport à l'écliptique. Du fait de ces caractéristiques, à savoir un demi-grand axe compris entre 2 et 3,2 UA et un périhélie supérieur à 1,666 UA, il est classé, selon la JPL Small-Body Database, comme objet de la ceinture principale.

### Caractéristiques physiques
(22821) 1999 RS33 a une magnitude absolue (H) de 15,6 et un albédo estimé à 0,369.